# Hlavňovice
Hlavňovice település Csehországban, a Klatovyi járásban. Hlavňovice Hartmanice, Petrovice u Sušice, Velhartice és Čachrov településekkel határos. Lakosainak száma 508 fő (2024. január 1.).

## Népesség
A település lakosságának változását az alábbi diagram mutatja:
| Lakosok száma | 1497 | 1286 | 1207 | 757  | 576  | 502  | 485  | 487  | 483  | 508  |
|               | 1869 | 1890 | 1921 | 1950 | 1980 | 2001 | 2017 | 2019 | 2022 | 2024 |